# Piero Pierantoni Cámpora
Piero Pierantoni Cámpora (ur. 24 października 1932, zm. 10 września 2009) – peruwiański polityk. Alkad Limy w latach 1980–1981.